# Felix Michailowitsch Blumenfeld
Felix Michailowitsch Blumenfeld (russisch Феликс Михайлович Блуменфельд, wiss. Transliteration: Feliks Michajlovič Blumenfeľd; * 7.jul. / 19. April 1863greg. in Kowalowka (heute zu Kropywnyzkyj); † 21. Januar 1931 in Moskau) war ein russischer Komponist, Dirigent und Pianist.

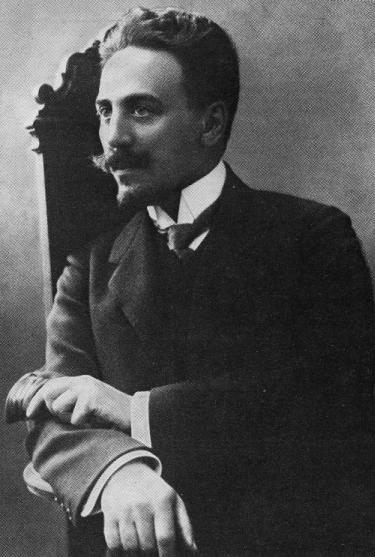
Felix Michailowitsch Blumenfeld

## Leben
Blumenfeld studierte 1881 bis 1885 am Sankt Petersburger Konservatorium Komposition bei Nikolai Rimski-Korsakow und Klavier bei Theodor Stein. Von 1885 bis 1918 wirkte er hier als Klavierlehrer (später Professor), daneben war er von 1895 bis 1911 Dirigent des Mariinski-Theaters. Hier wurden unter seiner Leitung Opern seines Lehrers Rimski-Korsakow uraufgeführt, und er leitete auch die russische Erstaufführung von Wagners Tristan und Isolde. 1918 bis 1922 war er Direktor am  Konservatorium Kiew, wo Vladimir Horowitz zu seinen Meisterschülern zählte, und von 1922 bis 1931 Lehrer am Moskauer Konservatorium.
Als Pianist spielte er zahlreiche Uraufführungen zeitgenössischer russischer Komponisten.
Blumenfeld komponierte selbst eine Sinfonie, ein Allegro de concert für Klavier und Orchester, ein Streichquartett, Klavierstücke und Lieder. Vor allem seine virtuosen Klavierwerke sind in jüngerer Zeit wiederentdeckt worden. 
Die Klavier- und Liedkompositionen zeigen Einflüsse von Frédéric Chopin, die Orchesterwerke stehen Pjotr Tschaikowski nahe.
Er war der Onkel von Heinrich Neuhaus.